# Mack 10
Mack 10 (geboren als Dedrick Rolison, Inglewood, 9 augustus 1971) is een Amerikaanse rapper. Hij was lid van Westside Connection.
Hij was lid van het hardcore raptrio Westside Connection, samen met Ice Cube en WC. Als solo-artiest en labeleigenaar heeft hij 2,4 miljoen albums verkocht.
Rolison is oprichter van het onafhankelijke recordlabel Hoo-Bangin' Records.

## Privé
Rolison was getrouwd met Tionne "T-Boz" Watkins, een van de leden van het R&B trio TLC. Samen hebben ze een dochter. In 2004 scheidde T-Boz van hem.

## Discografie
Albums
- 1995: Mack 10
- 1997: Based on a True Story
- 1998: The Recipe
- 2000: The Paper Route
- 2001: Bang or Ball
- 2002: Mack 10 Presents da Hood
- 2003: Ghetto, Gutter & Gangster
- 2005: Hustla's Handbook
- 2009: Soft White

## Filmografie
| Jaar | Titel                           | Rol            | Notities                              |
| ---- | ------------------------------- | -------------- | ------------------------------------- |
| 1997 | I'm Bout It                     | Perry's Cousin | -                                     |
| 1999 | Thicker Than Water              | DJ             | -                                     |
| 2001 | Out                             | Tacoma Bleed   | Dark Angel seizoen 1, aflevering # 10 |
| 2002 | Random Acts of Violence         | Lynch          | -                                     |
| 2003 | Cutthroat Alley                 | Brian Stokes   | -                                     |
| 2004 | Def Jam: Fight for NY           | Zichzelf       | -                                     |
| 2005 | Halloween House Party           | Star           | -                                     |
| 2005 | Apocalypse and the Beauty Queen | D.K            | -                                     |
| 2006 | It Ain't Easy                   | The Mack       | -                                     |

- Bibliothèque nationale de France: cb14028501s (data)
- Gemeinsame Normdatei: 135286050
- International Standard Name Identifier: 0000 0000 5518 2025
- Library of Congress Control Number: no97066868
- MusicBrainz: c3b4e25b-977f-4cb6-96d7-f68afbac732f
- Virtual International Authority File: 51298478
- WorldCat: E39PCjtJwq8DmXwpdp7pTQvKtX